# SONGS -Teen's Collection-
《SONGS -Teen's Collection-》는 윤하의 일본 싱글의 컴필레이션 앨범이다. 이 음반은 2개의 새로운 노래인 "Scratch On The Heart"와 "코노코코로", 그리고 윤하의 한국 데뷔 음반인 《고백하기 좋은 날》에서 히트한 노래인 "비밀번호 486"의 일본어 버전이 수록되어 있다.

## CD 트랙 리스트
1. ゆびきり-日本語version- (유비키리-일본어version-)
2. ほうき星 (호우키보시)
3. もっとふたりで (못토후타리데)
4. タッチ (터치)
5. 夢の続き (유메노 츠즈키)
6. マイ☆ラバ (마이☆러버)
7. 手をつないで (테오 츠나이데)
8. 今が大好き (이마가 다이스키)
9. 祈り (이노리)
10. 儚く強く (하카나쿠 츠요쿠)
11. Scratch On The Heart
12. コノココロ (코노 코코로)
13. パスワード486-日本語version- (비밀번호 486 -일본어version-)
14. ゆびきり (유비키리) (보너스 트랙)

## DVD 트랙리스트
1. ゆびきり (유비키리) (PV)
2. ゆびきり-日本語version- (유비키리 -일본어version-) (PV)
3. ほうき星 (호우키보시) (PV)
4. もっとふたりで (못토후타리데) (PV)
5. タッチ (터치) (PV)
6. マイ☆ラバ (마이☆러버) (PV)
7. 手をつないで (테오츠나이데) (PV)
8. 今が大好き (이마가다이스키) (PV)
9. ほうき星-韓国語version- (호우키보시 -한국어version-) (PV) (보너스 트랙)